# 크리스마스 등불

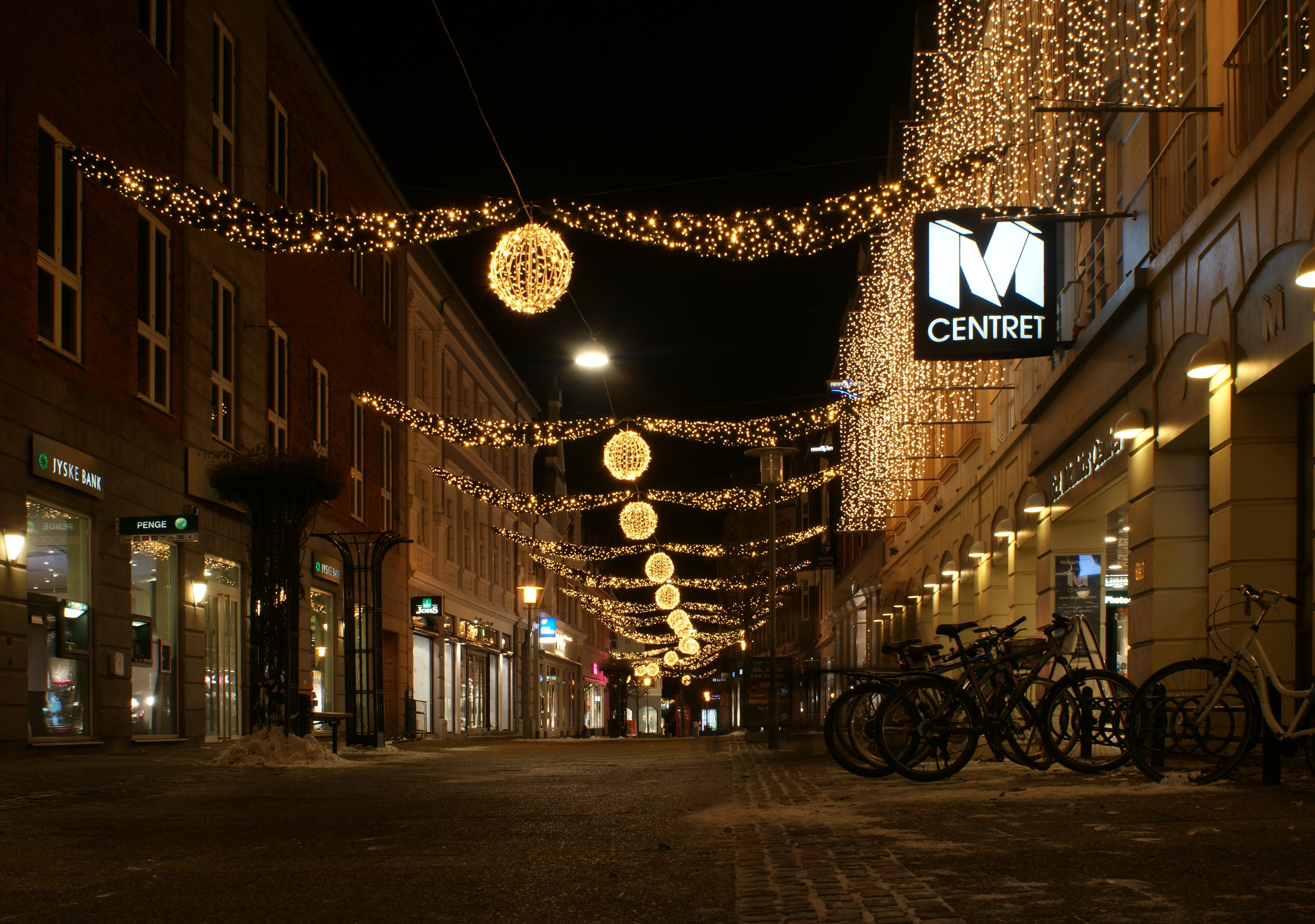
덴마크 생마티아스의 크리스마스 조명

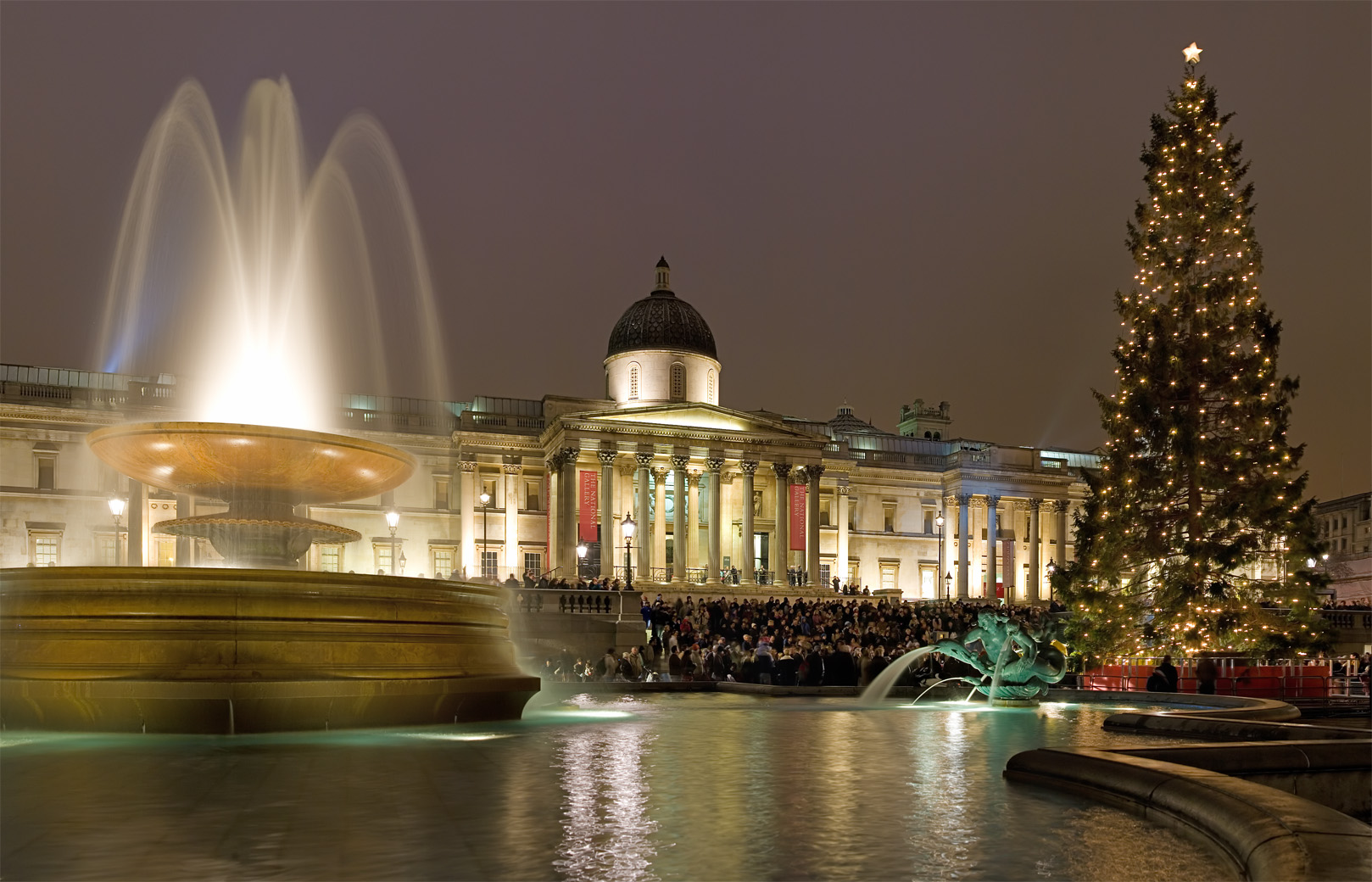
영국 런런 트라팔가 광장의 크리스마스 트리 조명

크리스마스 등불(영어: Christmas lights 또는 fairy lights)은 성탄절을 기념하는 크리스마스 축하 행사에 장식용으로 사용되는 등불을 말한다.

## 같이 보기
- 크리스마스 트리